# Tekelloides
Tekelloides là một chi nhện trong họ Cyatholipidae.

## Các loài
The World Spider Catalogo 12.0:
- Tekelloides australis Forster, 1988
- Tekelloides flavonotatus (Urquhart, 1891)